# Venancio Bartibás
Venancio Bartibás (* 18. Mai 1906 in Montevideo; † Juli 1977 ebenda) war ein uruguayischer Fußballspieler.

## Verein
Der im Angriff eingesetzte Bartibás gehörte mindestens im Jahr 1927 dem Kader des in Montevideo angesiedelten Vereins Central an. In jenem Jahr stieg sein Club erstmals in der Vereinsgeschichte als Tabellen-16. der Primera División aus Uruguays höchster Spielklasse ab.

## Nationalmannschaft
Bartibás war auch Mitglied der uruguayischen A-Nationalmannschaft. Er nahm mit der Nationalelf an der Südamerikameisterschaft 1927 (kein Einsatz) teil. Uruguay belegte hinter der argentinischen Auswahl den zweiten Platz. Bei den Olympischen Sommerspielen 1928 feierte Bartibás mit dem Kader der Celeste schließlich seinen größten Karriereerfolg. Die Mannschaft wurde, allerdings ebenfalls ohne seine direkte Mitwirkung in einem Spiel, Olympiasieger.

## Erfolge
- Vize-Südamerikameister 1927